# انسان (مستند)
انسان مستندی است از یان آرتوس-برتراند طرفدار محیط زیست فرانسوی که در سال ۲۰۱۵ عرضه شد. این فیلم تقریباً تماماً از تصاویر هوایی منحصربه‌فرد و داستان‌های اول-شخص که رو به دوربین گفته می‌شوند، ساخته شده‌است. این نخستین فیلمی بود که در سالن اجتماعات مجمع عمومی سازمان ملل متحد، در حضور ۱۰۰۰ تماشاگر از جمله بان کی‌مون دبیرکل سازمان ملل به نمایش درآمد.
بودجه این فیلم توسط بنیاد بتانکور شولر تأمین شد که حقوق آن را به بنیاد گودپلانت، مسئول اجرای این پروژه داد. نسخهٔ گسترده این فیلم به‌طور رسمی و رایگان در یوتیوب (در سه قسمت) در دسترس است.

## تولید
انسان طی مدت سه سال توسط کارگردان یان آرتوس-برتراند و یک تیم ۲۰ نفره ساخته شد که با بیش از ۲۰۰۰ نفر در ۶۰ کشور جهان مصاحبه کردند.
از هر فرد مصاحبه‌شونده مجموعه‌ای از چهل سؤال یکسان پرسیده شد و در یک پس‌زمینه ساده مشکی و بدون هیچ گونه موسیقی متن یا هرگونه جزئیاتی در مورد هویت و مکان آن‌ها ارائه شد. آرتوس-برتراند امیدوار بود که از بین بردن شناسه‌های شخصی توجه را به سمت شباهت‌های ما جلب کند، با این توضیح که آن‌ها «... می‌خواستند روی آنچه که در همه ما مشترک است تمرکز کنیم. اگر [مخاطبان] نام یا کشور مصاحبه‌شوندگان را می‌دانستند، نمی‌توانستند به همان قوت، حس و سخن آن‌ها را احساس کنند».

## جوایز
در جشنواره بین‌المللی فیلم ونکوور ۲۰۱۶، انسان جایزه محبوب‌ترین مستند بین‌المللی (بر اساس رای‌گیری مخاطبان) را به دست آورد.

## موسیقی
موسیقی تیتراژ آغازین این مستند آهنگی با آواز سالار عقیلی است. شعر این آهنگ از دو رباعی زیر سروده مولانای بلخی است:
| ای روز برآ که ذره‌ها رقص کنند    |  | آن کس که از او چرخ و هوا رقص کنند |
| جانها ز خوشی بی‌سر و پا رقص کنند |  | در گوش تو گویم که کجا رقص کنند    |

| هر ذره که در هوا و در هامونست  |  | نیکو نگرش که همچو ما مجنونست |
| هر ذره اگر خوش است اگر محزونست |  | سرگشته خورشید خوش بیچونست    |